# Прохоров, Анатолий Александрович
Анато́лий Алекса́ндрович Про́хоров (31 декабря 1906,   Сергиев Посад, Московская губерния, Российская империя  — умер после 1985 года, Москва,  СССР) — советский военный деятель, один из  организаторов и руководителей партизанского движения в Великой Отечественной войне, генерал-майор.

## Биография
Родился 31 декабря 1906 года  в городе  Сергиев Посад, Московская губернии. Русский.

### Военная служба

#### Межвоенные годы
1 ноября 1930 года был призван в РККА, срочную службу проходил в Московском военном округе красноармейцем 55-го кавалерийского полка, а затем командиром взвода 59-го кавалерийского полка.  В октябре 1932 года уволен с действительной военной службы в запас. В июле 1935 года поступил курсантом в Тамбовскую объединённую кавалерийскую школу. В октябре 1935 года после окончания школы был направлен командиром взвода в кавалерийский эскадрон отдельного разведывательного батальона 53-й стрелковой дивизии, после окончания Новочеркасских КУКС был назначен командиром кавалерийского  полуэскадрона в тот же разведбатальон. В октябре 1937 года поступил слушателем в Военную академию имени М. В. Фрунзе. В декабре 1939 года в связи с началом Советско-финляндской войны направлен на Карельский фронт  в штаб 47-го стрелкового корпуса 9-я армии на должность начальника отдела тыла. Член ВКП(б) с 1939 года.  После окончания войны, в марте 1940 года, 47-й стрелковый корпус был переведен в Белорусский военный округ, а  Прохоров  назначен в нём  на должность заместителя начальника штаба корпуса по тылу. В октябре 1940 года майор Прохоров назначен старшим помощником начальника оперативного отдела Западного Особого военного округа.

#### Великая Отечественная война
С началом войны Прохоров в той же должности, в преобазованном из Западного военного округа, Западном фронте. Войска фронта участвовали в стратегической оборонительной операции  в Белоруссии, в Смоленском сражении, в Московской битве в ходе которой войска фронта во взаимодействии с войсками Калининского и Юго-Западного фронтов нанесли первое крупное поражение войскам группы армий «Центр» и отбросили противника на значительное расстояние от Москвы. За участие в этих  военных операциях майор Прохоров был награждён орденом Красной Звезды. В ходе Ржевско-Вяземской стратегической операции войска фронта во взаимодействии с объединениями Калининского фронта и при содействии войск Северо-Западного и Брянского фронтов отбросили противника на западном направлении, освободили Московскую и Тульскую области, многие районы Калининской и Смоленской областей.
В апреле 1942 года Прохоров назначен начальником партизанского отдела разведывательного управления Западного фронта, руководя отделом провёл большую работу по поиску и установлению связи с разрозненными партизанскими отрядами действовавшими на западном направлении, для координации и централизации их действий. В июле 1942 года Прохоров назначен начальником оперативного отдела Западного штаба партизанского движения. Данному штабу были подчинены все партизанские отряды и подпольные организации, которые действовали в полосе Западного фронта. 
Указом Президиума Верховного Совета СССР от 7 марта 1943 года «За доблесть и мужество проявленные в партизанской борьбе против немецко-фашистских захватчиков» А. А. Прохоров награждён орденом Красного Знамени. В июле 1943 года Прохоров назначен заместителем начальника Смоленского штаба партизанского движения, на этой должности принял активное участие в проведении операции «Рельсовая война».  За время операции  партизанские отряды под руководством Смоленского штаба нанесли значительный урон в живой силе, технике и коммуникациям противника.
В октябре 1943 года полковник Прохоров был назначен представителем штаба партизанского движения на Западном фронте, а в феврале 1944 года назначен заместителем у начальника  Белорусского штаба партизанского движения П. З. Калинина. Особенно успешно действовали белорусские партизаны при подготовке и в ходе операции «Багратион». В соответствии с планом Белорусского штаба партизанского движения они создавали невыносимую обстановку для противника в тылу группы армий «Центр», сковывали значительные силы гитлеровцев, нарушали их коммуникации перед началом и в ходе операции, пустили под откос около 150 эшелонов с войсками и боевой техникой. Действуя в тесном контакте с частями и соединениями Красной Армии, партизаны в ходе этой операции уничтожили свыше 15 тыс. и взяли в плен более 17 тыс. немецко-фашистских солдат и офицеров.
Значительный личный вклад Прохорова в организацию  партизанского движения в Белоруссии был отмечен высокой государственной наградой - орденом Кутузова 1-й степени.
14 ноября 1944 года Белорусский штаб партизанского движения был расформирован, а полковник Прохоров был отправлен в Москву на учёбу в  академию Генерального штаба.

#### Послевоенное время
После окончания академии, Прохоров продолжил службу на различных должностях в центральном аппарате министерства обороны СССР.   В 1968 году  генерал-майор Прохоров  вышел в отставку. Был автором ряда работ по истории советского партизанского движения.

## Награды
- два ордена Красного Знамени (07.03.1943[5], 03.11.1953[6])
- орден Кутузова I степени (15.08.1944)[7]
- орден Отечественной войны I степени (06.04.1985)[8][9]
- два ордена Красной Звезды (26.12.1941[10], 20.06.1949[6])
  - медали в том числе:
  - «За боевые заслуги»[6][11][12]
  - «Партизану Отечественной войны» 1-й степени (17.12.1943)[12]
  - «Партизану Отечественной войны» 2-й степени (11.02.1946)[12]
  - «За оборону Москвы» (1944)[12]
  - «За Победу над Германией в Великой Отечественной войне 1941—1945 гг.» (1945)[12]
  - «Ветеран Вооружённых Сил СССР» (1976)